# Moisés Molina
Moisés Molina (Vancouver, Canadá, 14 de octubre de 1967) es un narrador deportivo de hockey hielo, béisbol, baloncesto y fútbol americano en #Vamos y Movistar Deportes.

## Biografía
Nació y creció en Vancouver (Canadá), y llegó a España con 14 años, en 1981. Jugó al hockey hielo en Canadá y en el equipo de veteranos del Club Hielo Madrid.

## Carrera
Actualmente Moi se dedica a narrar los partidos de la NHL, MLB, NBA, WNBA y NFL, en #Vamos y Movistar Deportes.